# Banu Khuza'a
Les Khuza'a, ou Banu Khuza'a forment une des branches de la tribu sud-arabique (Yéménite) des Azd.

## Origine
La plupart des traditionalistes font remonter les origines de la tribu à ʿAmr surnommé Luhaiy, et s'accordent sur le fait qu'ils ont autrefois, avec les autres branches des Azd, quitté le Yémen pour se déplacer vers le nord. 'Amr ibn Luhay et son clan se sont établis aux alentours de La Mecque. On peut fixer la date de cette installation au cours du Ve siècle bien que les traditionalistes la placent à une date antérieure en attribuant des vies particulièrement longues à certains de ses chefs.

## Domination à La Mecque
Devenus les maîtres du territoire de La Mecque, les Khuza'a laissent les descendants d'Ismaël y séjourner en paix dans la mesure où ils n'ont pas pris parti dans les querelles de clans qui ont abouti à cette installation. Une épidémie l'année suivant la prise de la ville décime la population. Un autre clan des Azd en profite pour s'y installer. Des liens matrimoniaux réunissent les deux clans. 
Le chef des Khuza'a nommé Rabi`a ranime les rites du pèlerinage en se souciant du bien-être des pèlerins. On lui devrait aussi d'avoir placé une première idole dans la Ka`ba et en particulier d'avoir amené l'idole de Hubal provenant de Hit en Mésopotamie. Cette idole fait partie de celles qui existaient encore à l'époque de Mahomet. Le dernier membre de la tribu à régner sur La Mecque est Hulail qui donne sa fille Hobba (Hubbaiy) en mariage à Qusay alors chef du clan des Quraych. Hulail donne les clefs de la Ka`ba à sa fille et à son gendre les faisant ainsi gardiens du sanctuaire. Les membres du clan Khuza'a s'y opposent, il s'ensuit une bataille sévère entre les deux clans. La rivalité se termine par un accord : parce que le nombre de victimes dans le clan Khuza'a est supérieur à celui des victimes dans le clan des Quraych, la victoire est accordée à ces derniers.

## Prise de pouvoir des Quraych
La fin de la domination des Khuza'a correspond au début de celle des Quraych. Une autre version, moins glorieuse, de l'histoire raconte que le dernier Khuza'a gardien de la Ka`ba a vendu son titre à Qusay, contre un outre de vin. Cette version est racontée par Hicham ibn al-Kalbi dans un livre intitulé Kitab al-mathâlib « Livre de dénigrements ».
Le grand nombre de personnes qui se réclament de la descendance des Khuza'a peut faire penser qu'ils étaient peut-être plus nombreux à l'époque de Mahomet que ne le laisse supposer leur faible nombre parmi les compagnons du prophètes de l'islam (sahaba). À cette époque, peut-être ont-ils été repoussés aux environs de La Mecque par les Quraych.